# Galinstan

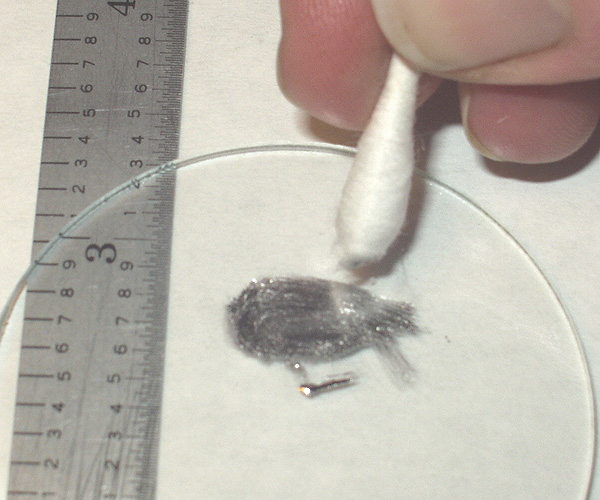
Galinstan na skle

Galinstan je nízkotající eutektická slitina 68,5 % gallia, 21,5 % india a 10 % cínu (latinsky stannum). Oproti ostatním nízkotajícím kovům a slitinám se vyznačuje relativně nízkou toxicitou a vysokou stálostí. Používá se například jako náhrada rtuti v teploměrech. Sklepání lékařských teploměrů s galinstanem je však obtížnější.

## Fyzikálně-chemické vlastnosti
- Hustota: 6,44 g/cm3 (při 20 °C)
- Teplota tání: –19 °C
- Teplota varu: >1300 °C
- Tepelná vodivost: 16.5 W·m−1.K−1
- Rozpustnost: nerozpustný ve vodě ani v organických rozpouštědlech